# Lance Armstrong
Lance Armstrong - nascut Lance Edward Gunderson - (Plano, Texas, EUA 1971) és un ciclista estatunidenc retirat. Gràcies al dopatge, que ell mateix va reconèixer, va ser el corredor que més vegades havia guanyat el Tour de França, aconseguint el triomf en set edicions consecutives, entre l'any 1999 i el 2005, fins que fou desposseït de totes les seves victòries per decisió de l'Agència Antidopatge dels Estats Units, posteriorment confirmada per la Unió Ciclista Internacional (UCI).
Immediatament després de la seva setena victòria el juliol del 2005, anuncià la seva retirada del ciclisme professional. Tanmateix, després de tres anys lluny del pilot (però mantenint-se en forma corrent maratons i curses de mountain bike) el ciclista nord-americà feu públic el 9 de setembre del 2008 que pensava tornar a córrer de manera professional, amb l'objectiu de guanyar un vuitè Tour de França i despertar la consciència sobre la lluita contra el càncer. Armstrong participà en les edicions de 2009 i 2010, retirant-se finalment el 16 de febrer de 2011 quan hagué d'enfrontar-se a una sèrie de denúncies per dopatge. El 24 d'agost de 2012 anuncià oficialment que no pensava seguir amb la seva defensa per aquest cas, quedant automàticament desposseït dels set Tours que havia guanyat i de la medalla de bronze dels Jocs Olímpics del 2000.

## Inici
Nascut a la ciutat de Plano, Texas el 18 de setembre de 1971, als 16 anys es convertí en un especialista en triatló, decantant-se posteriorment cap al ciclisme en solitari. El 1991 aconseguí el campionat nacional amateur nord-americà, cosa que li permeté ser seleccionat per participar en els Jocs Olímpics de Barcelona 1992, acabant en 14a posició en la prova en línia. Aquell mateix debutà com a professional, participant en el Campionat del Món de ciclisme en ruta masculí de 1993 celebrat a Oslo, i en el qual aconseguí la victòria per davant de Miguel Indurain.

## Càncer testicular

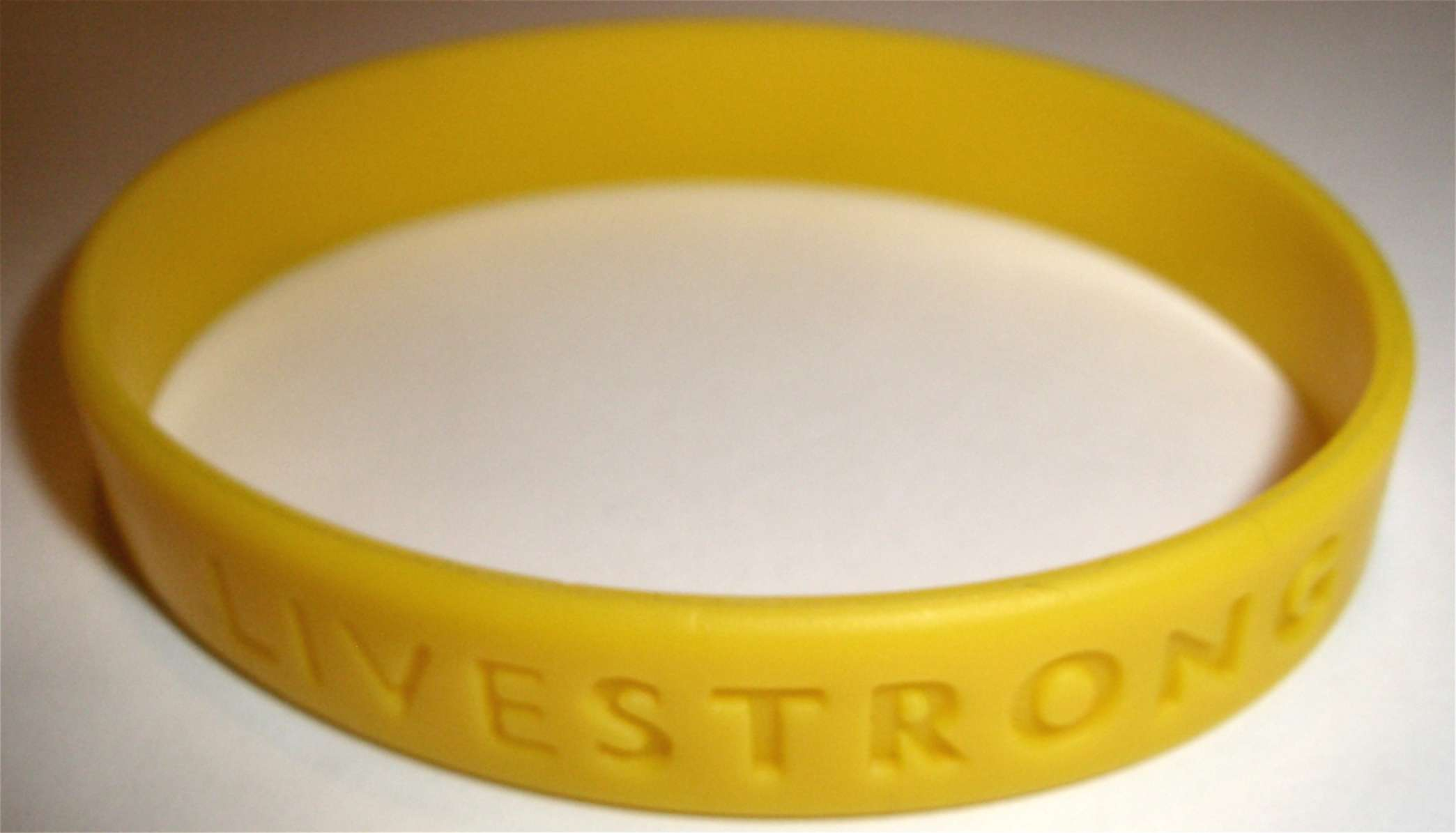
Braçalet creat per Armstrong per guanyar diners en favor dels malalts del càncer

A l'octubre de 1996 se li va detectar un càncer testicular amb metàstasi als pulmons i al cervell. Gràcies a una quimioteràpia agressiva, però seleccionada per no disminuir la seva capacitat pulmonar, Armstrong pogué recuperar-se progressivament. Retornà a l'alta competició en la prestigiosa prova París-Niça de 1998, dins l'equip US Postal. Després d'un desastrós pròleg va retirar-se de la carrera, pensant a retirar-se definitivament de la competició ciclista, però gràcies a les fortes reflexions i ajuda del seu director d'equip, l'exciclista Johan Bruyneel, va decidir continuar plantejant-se com a principal objectiu el Campionat del Món de ciclisme celebrat a Valkenburg aquell mateix any.
Aquell estiu va guanyar la Volta a Luxemburg i va participar en la Volta a Espanya, classificant-se en quarta posició. Tot i que no va guanyar cap etapa d'aquesta gran volta, va estar al costat del millors tant a la muntanya com en les etapes contrarellotge, recuperant la seva autoestima i trobant-se en un gran estat de forma per tal d'afrontar el Campionat del Món, on finalment fou quart a la classificació general.

## El Tour de França

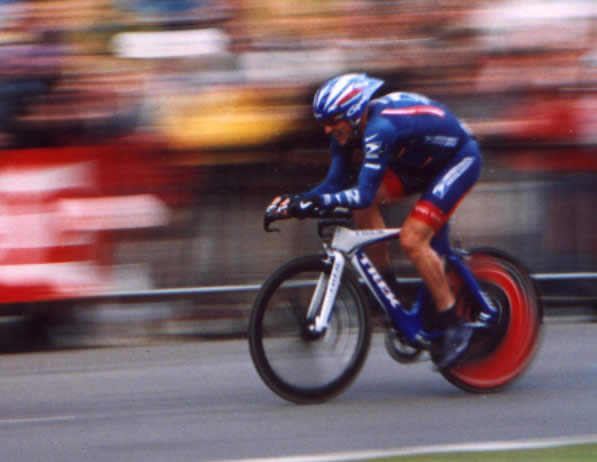
Lance Armstrong al Tour de França del 2004

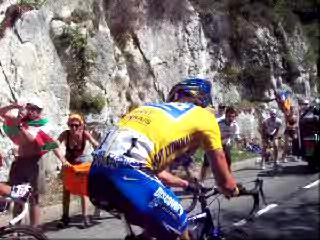
Lance Armstrong amb el mallot groc al Tour de França de 2005

El 1999 estava pletòric donada la seva condició física després de la superació del càncer. Bruyneel el va convèncer que era possible aconseguir la victòria més gran del ciclisme, guanyar el Tour de França. Partint com un favorit de segona fila, va aconseguir la victòria final arrasant als seus rivals, si bé cal destacar la caiguda que va patir el suís Alex Zülle quan estava al capdavant de la classificació general i que el va fer perdre un temps irrecuperable. Aquell mateix aconseguí la medalla de bronze en els Jocs Olímpics d'Estiu 2000 realitzats a Sydney en la prova de contrarellotge per darrere de Viatxeslav Iekímov i Jan Ullrich.
Any rere any el seu equip aconseguí fer-li un equip a mida i al servei del ciclista nord-americà, amb figures com Roberto Heras, Viayxeslav Ekímov o George Hincapie. Així fou com Armstrong aconseguí guanyar quatre tours consecutius, fins a arribar a l'edició de 2003, la del centenari, i amb la possibilitat d'igualar el rècord de cinc victòries consecutives de Miguel Indurain. Tot i les envestides de Jan Ullrich, Armstrong aconseguí la victòria. El 2004 després d'una preparació molt dubtosa durant la primavera pocs comptaven amb ell per guanyar el sisè Tour, cosa que feu sense problemes gràcies a l'abandonament dels grans favorits de la prova francesa i al defalliment de Jan Ullrich, que en aquella ocasió tan sols fou quart a la classificació general.
Establert a la ciutat catalana de Girona des de 2005, on fa estades esporàdiques amb el seu equip per realitzar entrenaments per la zona, el 18 d'abril d'aquell any anuncià que es retiraria el juliol següent, tot i tenir un any més de contracte amb el seu equip Discovery Channel.
L'any 2000 fou guardonat amb el Premi Príncep d'Astúries dels Esports "per la seva lluita per superar la seva malaltia". El 2004 fou guardonat amb el premi Marca Leyenda.

### Dopatge
El juny del 2012 se l'acusa formalment de dopatge continuat i se l'amenaça de retirar-li els 7 Tours de França. La USADA va presentar 15 pàgines de càrrecs contra l'esportista estatunidenc en què inclou acusacions que Armstrong va fer servir l'hormona EPO, transfusions de sang, testosterona i corticoides entre el 1998 i el 2011.
El 24 d'agost del 2012 l'Agència Antidopatge dels EUA va anunciar que proposaria la despossessió de tots els seus títols des de l'agost del 1998, incloent els 7 Tours de França. El comunicat va produir-se després que el ciclista texà informés de la seva intenció de no recórrer els càrrecs que se li imputaven.
El 10 d'octubre del mateix any la USADA presentà davant l'UCI l'informe Decisió raonada, on acusava formalment Armstrong i l'equip US Postal de fer servir el sistema més sofisticat, professionalitzat i exitós de dopatge que l'esport hagi vist mai. L'informe, de més de 1.000 pàgines, conté les declaracions de 26 persones, entre les quals hi ha 11 excompanys d'Armstrong: Floyd Landis, George Hincapie, Christian Vande Velde, Jonathan Vaughters, David Zabriskie, Levi Leipheimer, Frankie Andreu, Michael Barry, Tom Danielson, Tyler Hamilton i Stephen Swart, qui varen afirmar que a l'equip s'efectuaven pràctiques irregulars, que foren professionalment dissenyades per pressionar els ciclistes per a l'ús de drogues, evadir-ne la detecció i assegurar llur silenci. Els ciclistes que encara es trobaven actius (Vande Velde, Zabriskie, Leipheimer i Danielson) foren suspesos 6 mesos i se'ls va anul·lar els resultats esportius. Lance Armstrong va reconèixer públicament per TV que s'havia dopat. En una entrevista feta en directe per Oprah Winfrey a la TV nord-americana ABC, Armstrong va confessar que havia ingerit substàncies prohibides per aconseguir les victòries del Tour de França.
Finalment, el 22 d'octubre del 2012 l'UCI va fer efectiva la sanció de per vida i va desposseir Armstrong dels seus 7 títols a França, acceptant així la proposta de l'agència estatunidenca.

## Palmarès
- 1991
  - 1r a la Setmana Ciclista Lombarda
- 1992
  - 1r a la Fitchburg Longsjo Classic i vencedor d'una etapa
  - Vencedor d'una etapa de la Volta a Galícia
  - Vencedor d'una etapa de la Setmana Ciclista Lombarda
- 1993
  -  Campió du món en ruta
  -  Campió dels Estats Units en ruta
  - 1r al Trofeu Laigueglia
  - 1r al Thrift Drug Classic
  - 1r al West Virginia Mountain Classic i vencedor de 2 etapes
  - Vencedor d'una etapa del Tour de França
  - Vencedor d'una etapa del Tour DuPont
  - Vencedor d'una etapa de la Volta a Suècia
- 1994
  - 1r al Thrift Drug Classic
  - Vencedor d'una etapa del Tour DuPont
  - Vencedor d'una etapa del West Virginia Classic
- 1995
  - 1r al Tour DuPont i vencedor de 3 etapes
  - 1r a la Clàssica de Sant Sebastià
  - 1r al West Virginia Classic i vencedor d'una etapa
  - Vencedor d'una etapa del Tour de França
  - Vencedor d'una etapa de la París-Niça
- 1996
  - 1r al Tour DuPont i vencedor de 5 etapes
  - 1r a la Fletxa Valona
  - Vencedor d'una etapa de la Milwaukee Fresca Classic
- 1998
  - 1r a la Volta a Luxemburg i vencedor d'una etapa
  - 1r a la Volta a Renània-Palatinat
  - 1r a la Cascade Cycling Classic i vencedor d'una etapa

### Resultats al Tour de França
- 1993: Abandona (12a etapa). Vencedor d'una etapa
- 1994: Abandona (15a etapa)
- 1995: 36è de la classificació general. Vencedor d'una etapa
- 1996: Abandona (6a etapa).
- 1999:  1r de la classificació general. Vencedor de 4 etapes
- 2000:  1r de la classificació general. Vencedor d'una etapa
- 2001:  1r de la classificació general. Vencedor de 4 etapes
- 2002:  1r de la classificació general. Vencedor de 4 etapes
- 2003:  1r de la classificació general. Vencedor d'una etapa
- 2004:  1r de la classificació general. Vencedor de 5 etapes
- 2005:  1r de la classificació general. Vencedor d'una etapa
- 2009: 3r de la classificació general
- 2010: 23è de la classificació general

### Resultats al Giro d'Itàlia
- 2009. 11è de la classificació general

### Resultats a la Volta a Espanya
- 1998. 4t de la classificació general

## Després del ciclisme
Un cop acabada la seva vida professional en el món del ciclisme, Armstrong ha participat en diferents esdeveniments esportius:
- Pace Car a les 500 milles d'Indianapolis l'any 2006
- Ha participat en la marató de Nova York l'any 2007

## Vida personal
Fou parella de Sheryl Crow de 2003 a 2006.